# Simira ignicola
Simira ignicola är en måreväxtart som beskrevs av Julian Alfred Steyermark. Simira ignicola ingår i släktet Simira och familjen måreväxter. Inga underarter finns listade i Catalogue of Life.